# Валентіно Дегані
Валентіно Дегані (італ. Valentino Degani, нар. 14 лютого 1905, Бадія-Полезіне — пом. 8 листопада 1974, Боллате) — італійський футболіст, що грав на позиції воротаря. По завершенні ігрової кар'єри — тренер.
Виступав, зокрема, за клуб «Амброзіана-Інтер», а також другу збірну Італії.
Чемпіон Італії. 

## Клубна кар'єра
У дорослому футболі дебютував 1924 року виступами за команду клубу «Інтернаціонале», в якій провів один сезон, взявши участь у 6 матчах чемпіонату. 
Протягом 1925—1926 років захищав кольори команди клубу «Тревізо».
Своєю грою за останню команду привернув увагу представників тренерського штабу клубу «Амброзіана-Інтер», до складу якого приєднався 1926 року. Відіграв за міланську команду наступні дванадцять сезонів своєї ігрової кар'єри. За цей час виборов титул чемпіона Італії.
Завершив професійну ігрову кар'єру у клубі «Б'єллезе», за команду якого виступав протягом 1938—1940 років.

## Виступи за збірну
1929 року  захищав кольори олімпійської збірної Італії. У складі цієї команди провів 2 матчі, пропустив 1 гол. Став бронзовим призером Амстердаму 1928.

## Кар'єра тренера
Розпочав тренерську кар'єру невдовзі по завершенні кар'єри гравця, 1942 року, очоливши тренерський штаб клубу «Фальк». Досвід тренерської роботи обмежився цим клубом.
Помер 8 листопада 1974 року на 70-му році життя у місті Боллате.

## Титули і досягнення
- Чемпіон Італії (1):

«Амброзіана-Інтер»:  1929-1930
- Бронзовий олімпійський призер: 1928